# Valea Mărului (okręg Ardżesz)
Valea Mărului – wieś w Rumunii, w okręgu Ardżesz, w gminie Budeasa. W 2011 roku liczyła 439 mieszkańców.